# Eberan von Eberhorst

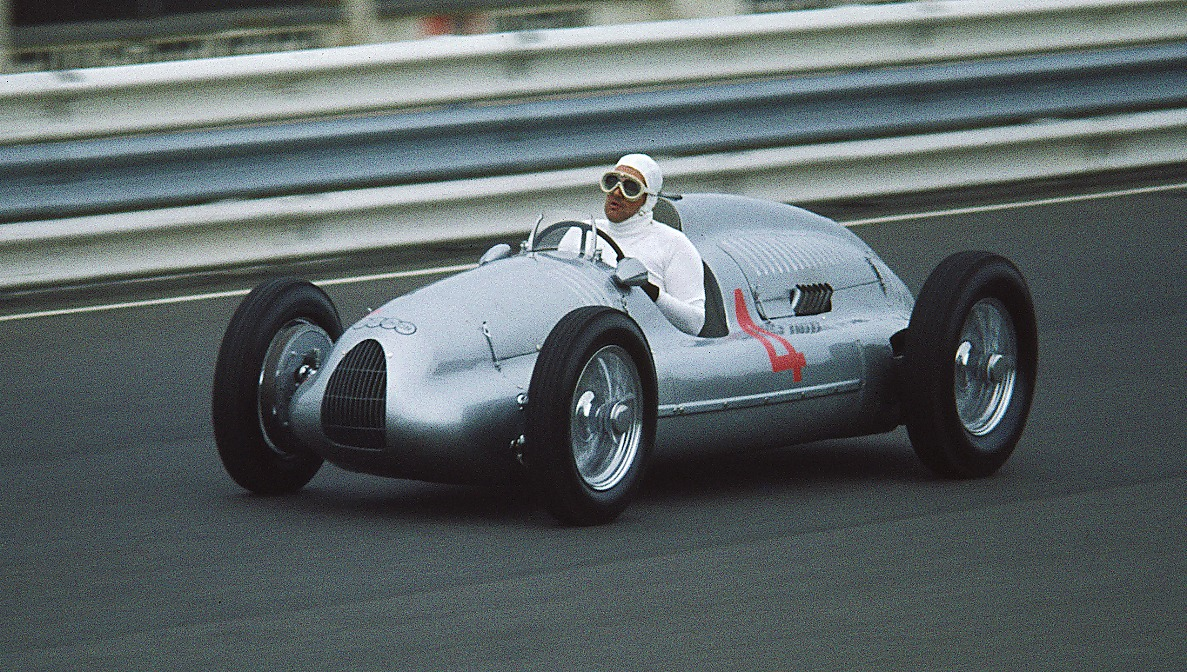
Auto Union Tipo D, diseñado por Robert Eberan von Eberhorst

Robert Eberan von Eberhorst (23 de octubre de 1902 - 14 de marzo de 1982), también conocido como Robert Eberan-Eberhorst, fue un destacado ingeniero austríaco, que diseñó los revolucionarios automóviles de carreras Auto Union, predecesores de la Fórmula 1 en el período inmediatamente anterior a la Segunda Guerra Mundial, y que destacó como teórico de los factores que influyen en el comportamiento dinámico de un vehículo.

## Semblanza
Nacido en el seno de la nobleza austríaca, la familia acortó su apellido cuando la nobleza fue abolida en Austria en 1918. Estudió en la Universidad Técnica de Viena hasta 1927, donde obtuvo una maestría en ingeniería. Más adelante en ese mismo año, se incorporó al Instituto de Ingeniería Automotriz de la Universidad Técnica de Dresde como asistente de investigación y candidato al doctorado. En 1933 Ferdinand Porsche lo convenció de unirse a Auto Union.
Trabajó como ingeniero de desarrollo dentro del departamento de carreras de Auto Union en la compañía Horch (radicada en la ciudad de Zwickau), pasando a dirigir el departamento de motores de carreras. Fue responsable de convertir las ideas del ingeniero jefe de Porsche en realidad física, y sus primeras contribuciones a los éxitos de Auto Union incluyeron el desarrollo de faldones laterales y de perfiles aerodinámicos en la parte inferior del automóvil que rompió récords, realizando los primeros experimentos con el efecto suelo aplicado a un coche.
Cuando Porsche dejó Auto Union en 1938, Eberan-Eberhorst ocupó su lugar. Su primer diseño de automóvil completo fue el Auto Union Type D Grand Prix. Con una cilindrada de tres litros, de acuerdo con las regulaciones de las pruebas de Gran Premio contemporáneas, el motor V12 sobrealimentado montado en la parte trasera podría desarrollar 400 bhp (300kw). Se realizaron modificaciones al chasis con el objetivo de mejorar la capacidad de conducción del automóvil mediante la adecuada distribución de su peso (posición revisada del conductor y del tanque de combustible), y una nueva suspensión trasera de Dion que reemplazó al anterior sistema de eje oscilante. Este coche logró numerosas victorias en el Grand Prix con Tazio Nuvolari y Hermann Paul Müller al volante.
Eberan-Eberhorst estuvo muy involucrado en las pruebas iniciales de cada nuevo coche de carreras, desarrollando un instrumento de grabación a bordo para trazar parámetros como la velocidad del coche, la velocidad del motor, el cambio de marcha y los puntos de frenado.
En 1940 obtuvo su doctorado y desde 1941 fue nombrado profesor titular en la Universidad Técnica de Dresde. Durante la Segunda Guerra Mundial participó en el diseño del carro de combate Tiger, las pruebas iniciales de los cohetes V1/V2 y proporcionó muchos datos de investigación sobre cómo mejorar el consumo de combustible.
Al concluir la Segunda Guerra Mundial, Eberan-Eberhorst huyó de Dresde, en el sector de la derrotada Alemania ocupado por los soviéticos. En 1947, en un antiguo aserradero en Gmünd, Austria, Ferry Porsche (el hijo de Ferdinand Porsche) y Eberan-Eberhorst comenzaron a trabajar en el proyecto 356, que se convirtió en el famoso automóvil deportivo Porsche 356.
Más adelante, el italiano Piero Dusio decidió construir coches de carreras en su fábrica de Cisitalia en Turín, trayendo a los ingenieros Dante Giacosa y Giovanni Savonuzzi de Fiat y a Piero Taruffi para gestionar el equipo de carreras. Cuando se decidió participar en la competición del Gran Premio, también se reclutó a Carlo Abarth y a Robert Eberan-Eberhorst. El proyecto fracasó cuando los diseñadores propusieron un motor plano de 12 cilindros con cuatro árboles de levas con la posibilidad de sobrealimentación e incluso tracción en las cuatro ruedas, además de los requisitos habituales de Eberhorst respecto a personal a su cargo, bancos de pruebas y herramientas adecuadas. Su opinión era que es más fácil perder carreras en los bancos de pruebas que ganarlas en las pistas.
Eberhorst ya era reconocido como uno de los principales teóricos del diseño de automóviles de carreras del mundo, por lo que en 1949 se trasladó a Dunstable en el Reino Unido, donde trabajó para English Racing Automobiles (ERA) diseñando el chasis para el automóvil de gran premio tipo 'G' de 1952 con un motor Bristol sobre el chasis del Jowett Jupiter. En 1950, se mudó a Aston Martin para diseñar un coche de carreras puramente deportivo, el Aston Martin DB3. Su misión fue producir un automóvil que fuera lo suficientemente rápido como para darle al 2.6 litros de seis cilindros en línea la oportunidad de ganar carreras. Mientras estuvo en Aston, Eberhorst publicó un artículo en The Automobile Engineer titulado "Roll Angles". Este estudio teórico siguió al artículo de Maurice Olley "Comportamiento en la carretera del automóvil moderno", consagrando al ex ingeniero de Rolls-Royce Olley y a Eberhorst como dos de los pocos ingenieros capaces de definir matemáticamente los factores esenciales en el manejo del automóvil. La contribución de Eberhorst fue mostrar cómo las diversas constantes en las ecuaciones complejas de Olley podían establecerse experimentalmente.
En 1953, Eberhorst regresó a Alemania como Gerente General de Desarrollo Técnico en una revivida Auto Union. En 1956 se trasladó al Instituto Battelle de Frankfurt como Jefe de Ingeniería Mecánica y cuatro años más tarde asumió la responsabilidad del Instituto de Ingeniería Automotriz y Motores de Combustión de la Universidad de Viena. Se retiró de allí en 1965, aunque continuó siendo autor de importantes artículos técnicos.